# 南聖羅莎
南聖羅莎是哥倫比亞的城鎮，位於該國東北部，由玻利瓦省負責管轄，距離首府卡塔赫納650公里，始建於1540年1月9日，面積2,800平方公里，海拔高度620米，2005年人口26,896。
7°58′N 74°03′W / 7.967°N 74.050°W